# Viltige mollisia
De viltige mollisia (Mollisia clavata) is een schimmel behorend tot de familie Mollisiaceae. Hij leeft saprotroof op stengels van zwarte braam (Rubus fruticosus).

## Kenmerken
De apothecia (vruchtlichamen) zijn behaard en hebben een diameter van 0,4-0,5 cm. De sporen hebben een diameter van 7-10 micron.

## Verspreiding
In Nederland komt de viltige mollisia zeldzaam voor. 